# راسيل جولد
راسيل جولد (بالإنجليزية: Russell Gold)‏ هو صحفي أمريكي، ولد في 1971.

## وصلات خارجية
- الموقع الرسمي